# Vizy Zsigmond (százados)
Vizy Zsigmond János (Farmos, 1884. január 18. – Gyöngyös, 1956. szeptember 30.) magyar honvédtiszt.

## Élete
A századfordulón szülei, id. Vizy Zsigmond és báró Kaas Etelka, Szandán vásároltak új birtokot. Gimnáziumi tanulmányait az iglói gimnáziumban végezte, ahonnan a Ludovika Akadémiára került. 1906-tól Balassagyarmaton a 16. gyalogezred II. zászlóaljnál teljesített szolgálatot.
1914-ben főhadnagyként századparancsnoki beosztásban került az orosz frontra. 28 hónapot töltött különböző hadszíntereken. Részt vett a gorlicei áttörésben, harcolt az Isonzó völgyében és Boszniában. A monarchia felbomlása után Besztercebányára, a 16. gyalogezred pótzászlóaljához vezényelték, ahol karhatalmi parancsnoknak nevezték ki. Alakulatával a Felvidék kiürítésekor került Balassagyarmatra. Itt egyik kezdeményezője volt az un. Palóc dandár felállításának. Városunk megszállásakor menekülni kényszerült a Madách utcai lakásából. A kormány és a katonai vezetés tiltása ellenére megszervezte a vasutasokkal karöltve a város felszabadítását. Az 1919-es év további részében visszavonult minden katonai és politikai szereptől szandai birtokára. Később katonai pályáját a Balassagyarmaton felállított 6. Leiningen Károly kerékpáros zászlóaljnál folytatta. 1930-ban családjával Budapestre költözött. 1935-ben ezredesi rendfokozatban a budai Károly Király Laktanya parancsnokaként ment nyugdíjba. A háború után feleségével Nagykanizsán lányuknál, majd plébánus fiuknál Karácsondon éltek. A csehek kiverését felidéző emlékiratait András fia rendezte sajtó alá. Az 1990-es években utcát neveztek el róla Balassagyarmaton.